# Флаг Репино
Флаг внутригородского муниципального образования посёлок Ре́пино в Курортном районе города Санкт-Петербурга Российской Федерации — опознавательно-правовой знак, служащий официальным символом муниципального образования и знаком единства его населения.
Флаг утверждён 3 августа 2006 года и внесён в Государственный геральдический регистр Российской Федерации с присвоением регистрационного номера 2452.

## Описание
«Флаг муниципального образования посёлок Репино представляет собой прямоугольное полотнище с отношением ширины флага к длине — 2:3, воспроизводящее композицию герба муниципального образования посёлок Репино в синем, зелёном и жёлтом цветах».
Геральдическое описание герба гласит: «В лазоревом (синем, голубом) поле с золотой оконечностью поверх всего — золотая художественная палитра со сквозным отверстием вверху слева, обременённая вписанной снизу лазоревой, большой бегущей вправо волной с вырастающей из неё слева зелёной сосной».

## Символика
Флаг составлен на основании герба муниципального образования посёлок Репино, в соответствии с традициями и правилами геральдики и отражает исторические, культурные, социально-экономические, национальные и иные местные традиции.
Посёлок Репино назван в честь великого русского художника Ильи Ефимовича Репина (символ золотой художественной палитры на флаге муниципального образования посёлок Репино). Здесь в доме, где длительное время он проживал, в 1940 году был создан музей-усадьба «Пенаты», возрождённый после окончания Великой Отечественной войны. В 1899 году И. Е. Репин купил в Куоккале небольшой участок земли с домом, который перестроил по собственному проекту. Как вспоминал Репин, «все побывали тут». Действительно, в репинский дом приезжали М. Горький, В. В. Маяковский, Ф. И. Шаляпин, А. К. Глазунов, Б. В. Асафьев, А. И. Куприн, В. Г. Короленко, Д. И. Менделеев, И. П. Павлов, И. М. Сеченов, К. И. Чуковский и другие многие известные деятели науки и культуры. В 1930 году И. Е. Репин умер и был похоронен в усадьбе «Пенаты». До 1939 года посёлок Куоккала (фин. Kuokkala) входил в состав волости Териоки Выборгской губернии (Финляндия). Лазоревый и золотой геральдические цвета герба бывшей общины Териоки.
1 октября 1948 года Указом Президиума Верховного Совета РСФСР были объединены бывшие финские хутора: Куоккала, Тулокас, Канерва, Усикюля, Картано, Ахванайнен, Лутахьянтя и образован посёлок Репино. В 1957 году по проекту скульптора М. Г. Манизера здесь, в сквере на Приморском шоссе был установлен бюст великого художника.
В послевоенные годы посёлок развивался как один из центров курортной зоны (символы сосны и морской волны на флаге муниципального образования посёлок Репино). Неповторимая красота живописного морского побережья Финского залива, великолепные золотые пески пляжей, сосновый лес с чистым целебным смолистым воздухом, прибрежные террасы, мягкий климат — всё это открывает богатые возможности для отдыха и лечения. Большинство местных жителей занято обслуживанием отдыхающих. Здесь расположены пансионаты «Буревестник», «Заря», «Балтиец», дома творчества кинематографистов, композиторов, туристическая гостиница «Репинская», кардиологический санаторий «Репино», дачное хозяйство, летние площадки детских садов и т. д.
Синий цвет (лазурь) — истина, красота северной природы, чистого неба, безбрежных просторов Финского залива, слава, честь, верность, искренность, безупречность, а также чистота морского воздуха. Цвет знания и надежды.
Жёлтый цвет (золото) — солнечный рассвет, золотые песчаные пляжи на берегу Финского залива, духовное величие, слава, интеллект, постоянство, справедливость, добродетель, верность.
Зелёный цвет — неповторимая живописная природа морского побережья, возрождение природы каждую весну, радость, здоровье.